# Aleksandr Pietrow (lekkoatleta)
Aleksandr Władimirowicz Pietrow, rus. Александр Владимирович Петров (ur. 9 sierpnia 1986 w Briańsku) – rosyjski lekkoatleta specjalizujący się w skoku w dal, uczestnik igrzysk olimpijskich.
Finalista młodzieżowych mistrzostw Europy z 2007 roku. W 2009 bez powodzenia startował na halowym czempionacie Starego Kontynentu w Turynie. W 2012 nie awansował do finału podczas mistrzostw Europy w Helsinkach i igrzysk olimpijskich w Londynie. 
Medalista mistrzostw Rosji.
Rekordy życiowe: stadion – 8,20 (9 lipca 2011, Moskwa); hala – 7,95 (23 stycznia 2014, Moskwa). 

## Osiągnięcia
| Rok  | Impreza                        | Miejsce   | Lokata            | Wynik |
| ---- | ------------------------------ | --------- | ----------------- | ----- |
| 2007 | Młodzieżowe mistrzostwa Europy | Debreczyn | 6. miejsce        | 7,77  |
| 2007 | Uniwersjada                    | Bangkok   | el. – 23. miejsce | 7,48  |
| 2009 | Halowe mistrzostwa Europy      | Turyn     | el. – 25. miejsce | 7,43  |
| 2012 | Mistrzostwa Europy             | Helsinki  | el. – 16. miejsce | 7,81  |
| 2012 | Igrzyska olimpijskie           | Londyn    | el. – 15. miejsce | 7,89  |
| 2014 | Mistrzostwa Europy             | Zurych    | el. – 14. miejsce | 7,75  |